# Il signore di Ballantrae
Il signore di Ballantrae (The Master of Ballantrae) è un romanzo scritto da Robert Louis Stevenson e pubblicato nel 1888. La trama del libro ruota intorno al conflitto fra due fratelli, nobili scozzesi, la cui famiglia è dilaniata dall'insurrezione giacobita del 1745.

## Trama
Il romanzo è presentato come il libro di memorie di Efraim Mackellar, amministratore della tenuta dei Durrisdeer in terra di Scozia; la trama si dipana per oltre 20 anni della vita dei due protagonisti.
Quando Carlo Edoardo Stuart innalza la sua bandiera nell'insurrezione giacobita, la famiglia di possidenti Durrisdeer, col figlio maggiore James (il signore di Ballantrae) e il suo giovane fratello Henry, decide di adottare una strategia comune: il ragazzo si unirà ai rivoltosi mentre gli altri rimarranno con i lealisti, cosicché, a seconda di quale delle due parti in causa vinca, lo status nobiliare della famiglia e la relativa proprietà saranno comunque preservati.
James insiste però per stare dalla parte dei ribelli, in quanto è una scelta più emozionante, e accusa Henry di voler usurpare il suo ruolo: i due decidono di lanciare a sorte e il fato premia James. Mentre il Master si allontana, Henry rimane a sostegno di re Giorgio II di Gran Bretagna. La rivolta fallisce, il Master risulta disperso e viene dato per morto. Henry diventa erede della tenuta, anche se non assume per sé il titolo spettante al fratello. Passano alcuni anni: Henry è ingiustamente vilipeso dai cittadini, mentre il padre passa il suo tempo in lutto per il favorito figlio maggiore caduto. L'indole mite di Henry sopporta l'ingiustizia in silenzio, inviando anche del denaro per sostenere economicamente l'amante abbandonata del fratello, di cui James ha abusato vergognosamente, e suo figlio.
Nel mese di aprile 1749 appare un messaggero nella persona del colonnello Francis Burke, un irlandese che era stato in contatto con James; egli porta delle lettere del Master, che è ancora vivo e risiede in Francia. Dalle memorie di Burke si viene a sapere che James abbandonò i ribelli non appena vide che stavano per essere sconfitti e, in compagnia di Burke, è salpato per il continente. Dopo sette giorni di viaggio, in mezzo al maltempo, l'imbarcazione è assalita dai pirati; Burke e il Master vengono presi a bordo per unirsi alla ciurma, mentre il resto dell'equipaggio, fatto prigioniero, viene barbaramente ucciso. Il Master riesce infine a diventare il nuovo capitano della nave pirata e si dimostra brutale e spietato, sequestrando diverse navi e massacrando tutti i loro equipaggi per impedire d'esser riconosciuto.
Attraversato l'Oceano Atlantico, si dirige verso le coste della Carolina del Nord dove abbandona i fuorilegge, che vengono così catturati dalla Royal Navy, mentre egli fugge con Burke e altri due complici, portando con sé tutti i tesori accumulati fino a quel momento. Nel corso della loro fuga attraverso una zona paludosa, il Master uccide a tradimento uno dei compagni e lascia l'altro mezzo morto. Sempre in compagnia di Burke, riesce a ottenere un passaggio su una nave mercantile diretta ad Albany; attraversano poi le terre che dovrebbero condurli in Canada, dove sperano di trovare rifugio tra i francesi i quali avevano sostenuto la ribellione giacobita. Prendono con loro una guida, un commerciante indiano di nome Crew, che però presto muore di febbre, lasciandoli irrimediabilmente perduti in territorio sconosciuto. Dopo aver seppellito il tesoro, a causa di un litigio James e Burke si separano, per incontrarsi successivamente di nuovo in Francia.
Henry e Mackellar non informano nessuno delle imprese illegali del Master, men che meno il vecchio padre, il quale continua a considerare il maggiore dei figli come una sorta di angelo perduto. Henry continua a mantenere l'amante di James e il suo figlio illegittimo, rispondendo inoltre alle richieste dirette del fratello maggiore, che lo accusa di avergli rubato l'eredità. Per rispondere alle sue richieste deve ulteriormente tassare la tenuta, guadagnandosi così anche la reputazione di avaro. In sette anni Henry invia al fratello più di 8.000 sterline.
Nel luglio 1756 Mackellar riceve una lettera da parte del colonnello Burke, il quale si trova attualmente in Champagne; questi riferisce che, a causa di intrighi di corte in cui si è immischiato, il Master è stato condotto alla Bastiglia ed è precipitato nella miseria più nera. Rilasciato, programma una spedizione in India, ma saranno necessari un bel po' di soldi per poterla realizzare.
Nel novembre 1756 il Master torna a Durrisdeer sotto lo pseudonimo di Mr. Bally; incontra Henry, il padre e l'ex fidanzata (ora moglie di Henry): con le sue doti di inganno e manipolazione, riesce a mettere il fratello dalla parte del torto ed esultante promette a se stesso di riuscire a distruggerlo. Infine, dopo aver sofferto tutto in stoico silenzio, Henry lo colpisce con un pugno, il che li porta ad un duello con le spade. Nel corso del duello James viene ferito, ma sopravvive; col denaro che ha estorto al padre va in India nel tentativo di fare fortuna.
Alla morte del vecchio genitore Henry diventa Lord; scoperto che il Master era una spia, Henry e la moglie tengono tutto sotto silenzio per evitare uno scandalo alla famiglia: intanto hanno anche avuto un figlio, che chiamano Alessandro. Un po' alla volta, però, Henry diventa instabile di mente, la sua personalità cambia e si disinteressa completamente degli affari. Per liberarsi definitivamente del fratello, decide di trasferirsi a New York, in una proprietà della moglie. Nel 1764 anche James si reca a New York nel tentativo di recuperare il tesoro da lui sepolto anni prima.
Alla fine Henry, ormai completamente impazzito e divorato dallo stesso odio che aveva sempre animato James contro di lui, organizza un agguato contro il fratello. Per salvarsi, James si finge morto e si fa seppellire da un servo indiano, con il proposito di essere a breve dissepolto. Quando ciò accade, per quanto ormai morente, James apre per un attimo gli occhi: a tale vista raccapricciante Henry cade a terra, morto. Così i due fratelli, che tanto si erano odiati in vita, muoiono quasi nello stesso momento e vengono sepolti l'uno accanto all'altro dal fedele Mackellar.

## Illustrazioni del romanzo

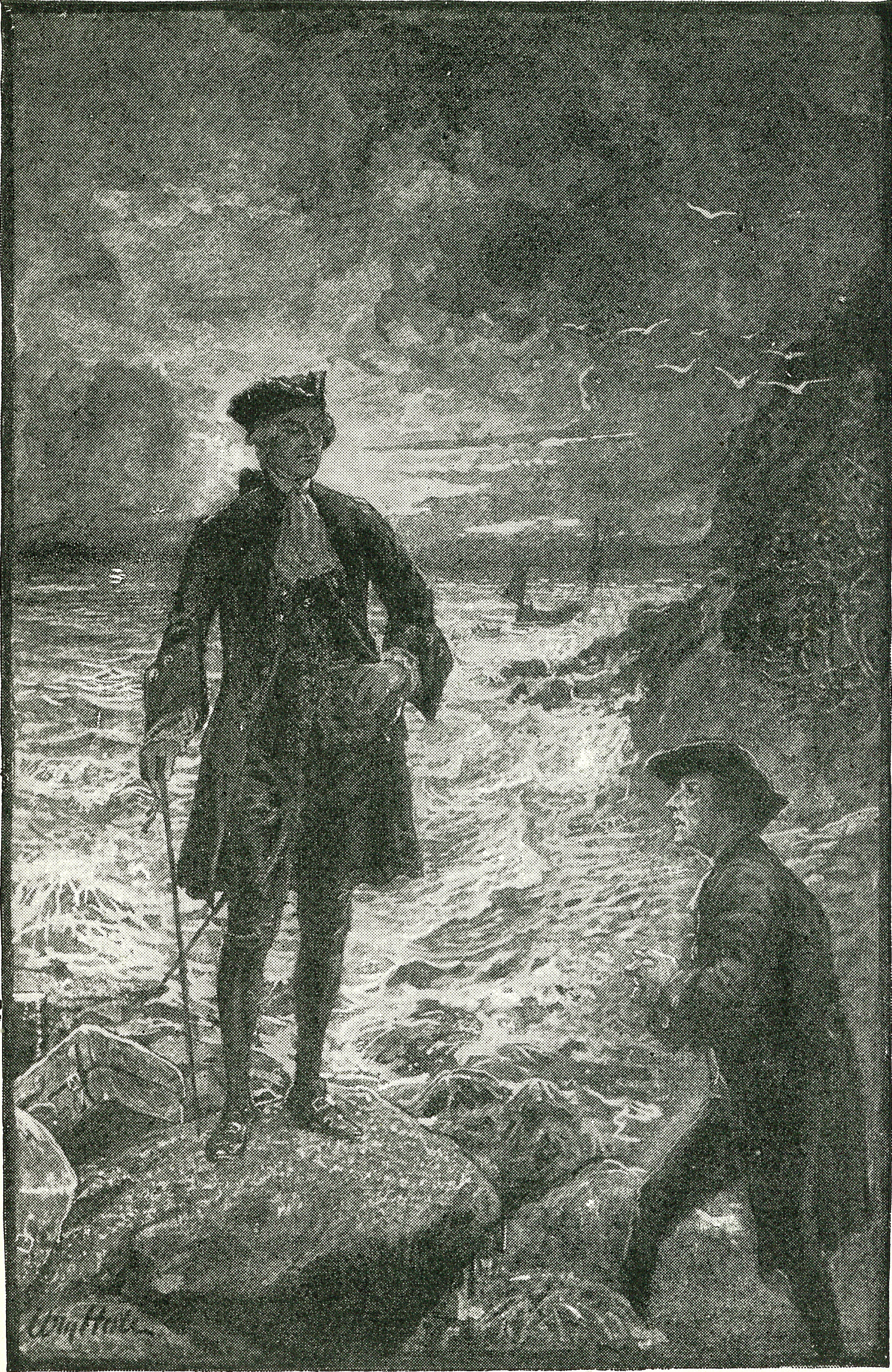
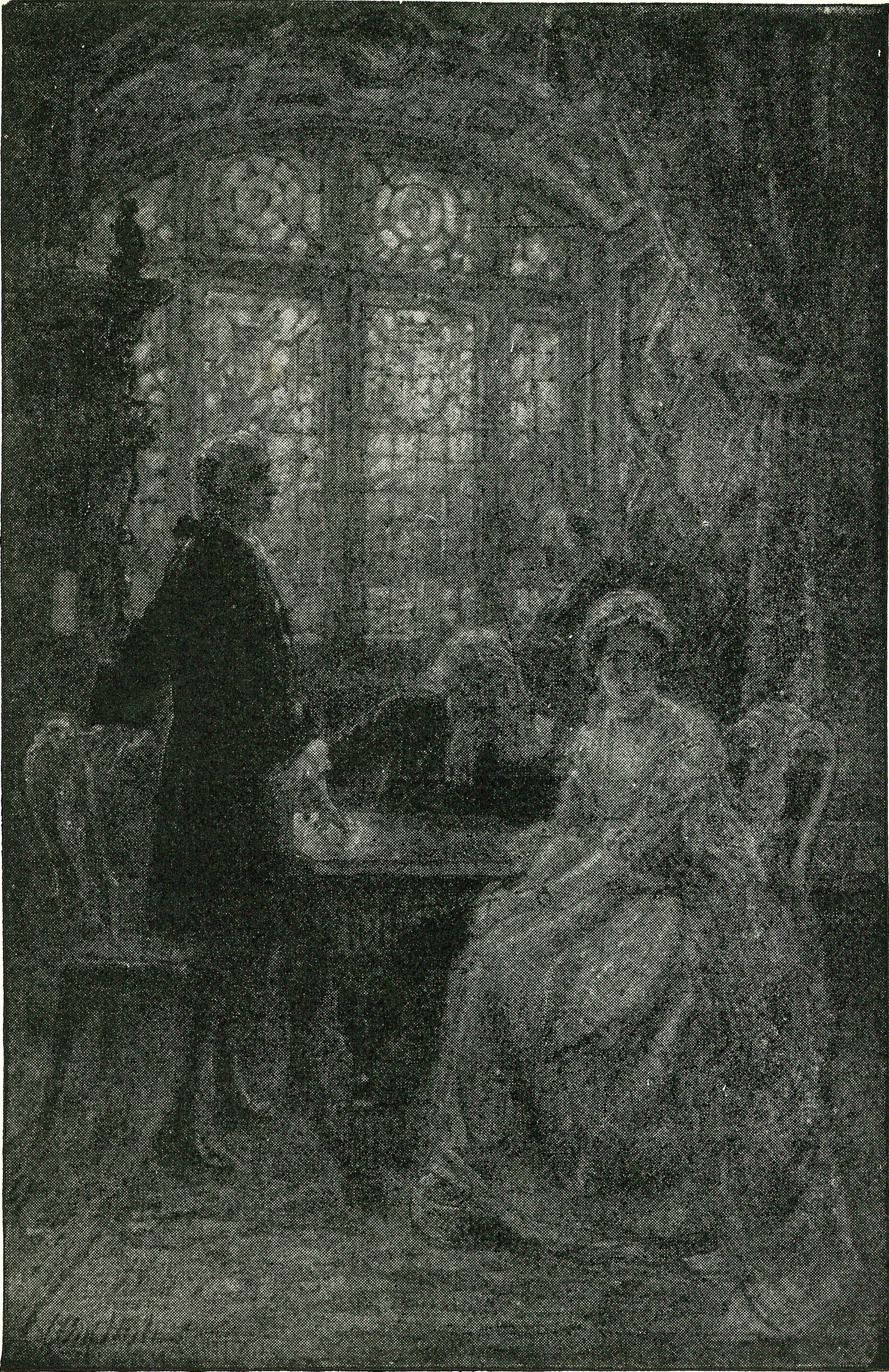
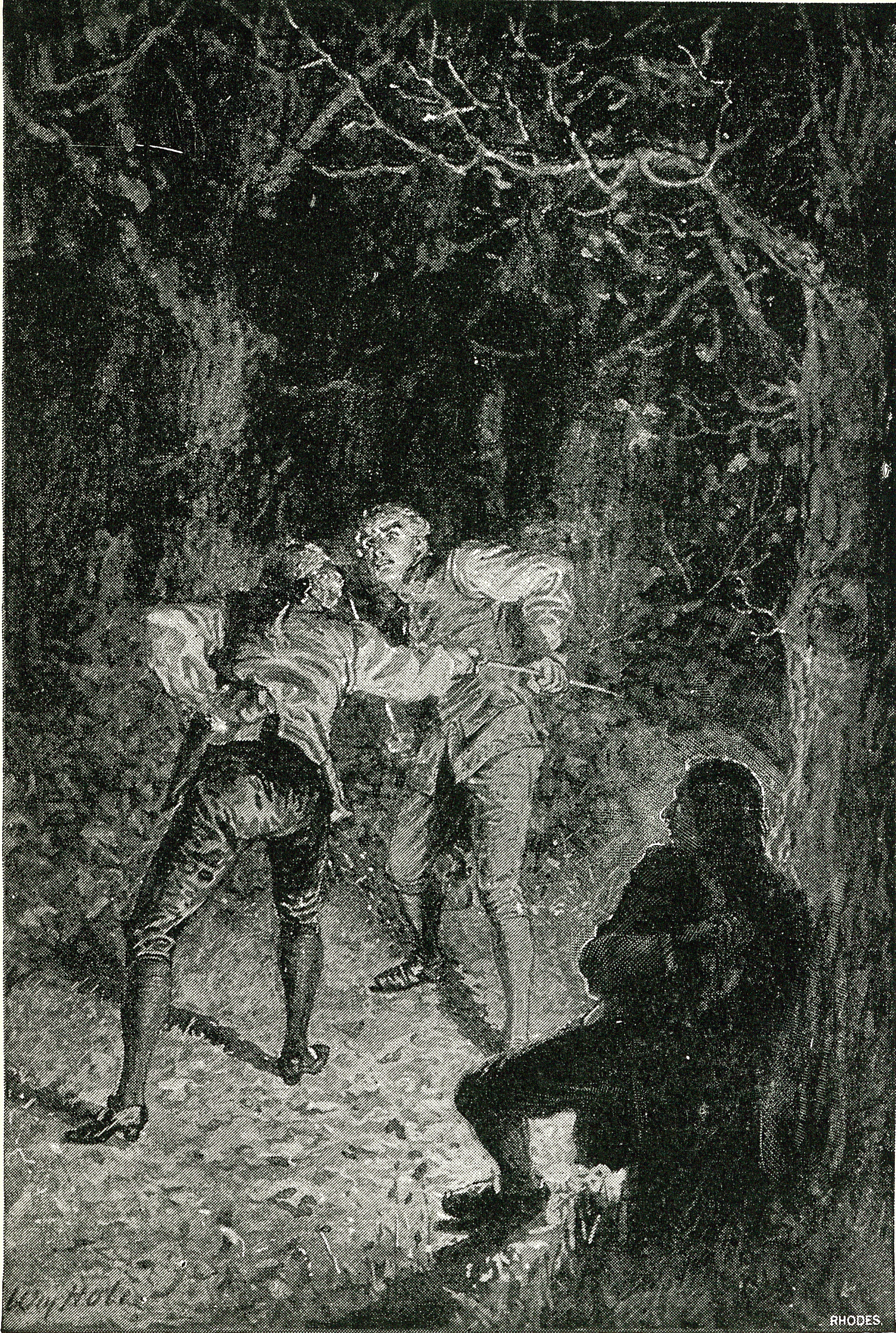
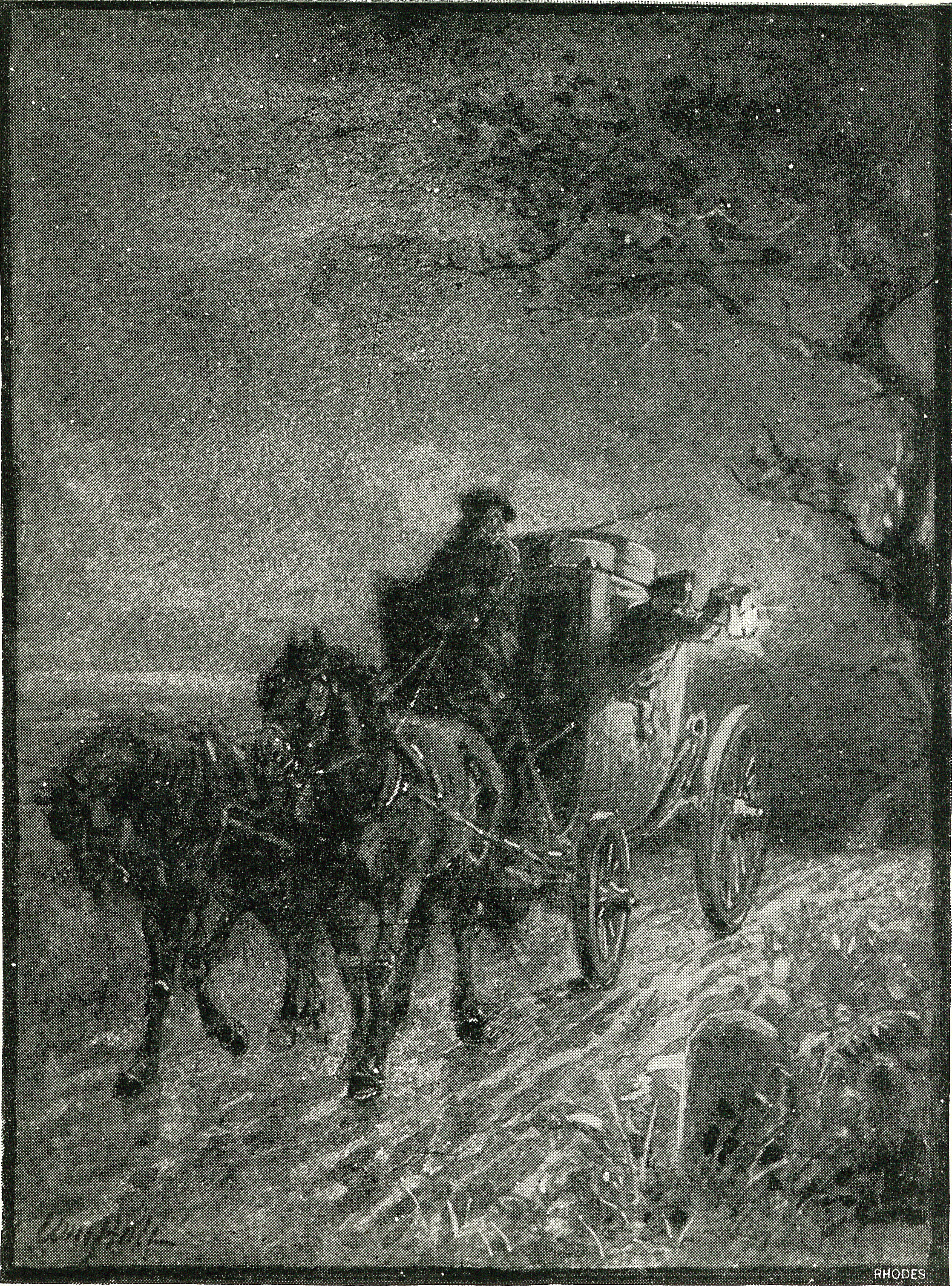
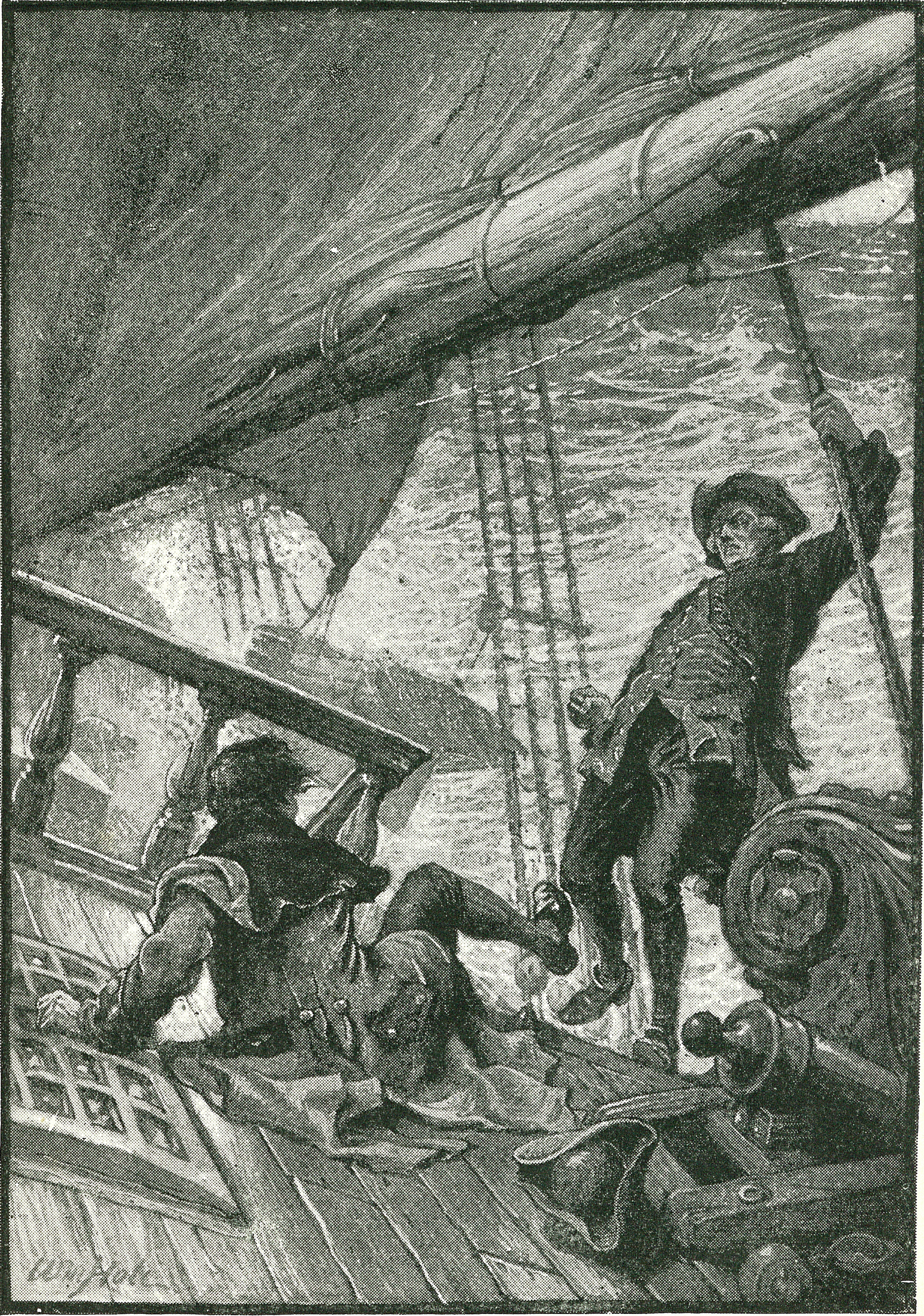
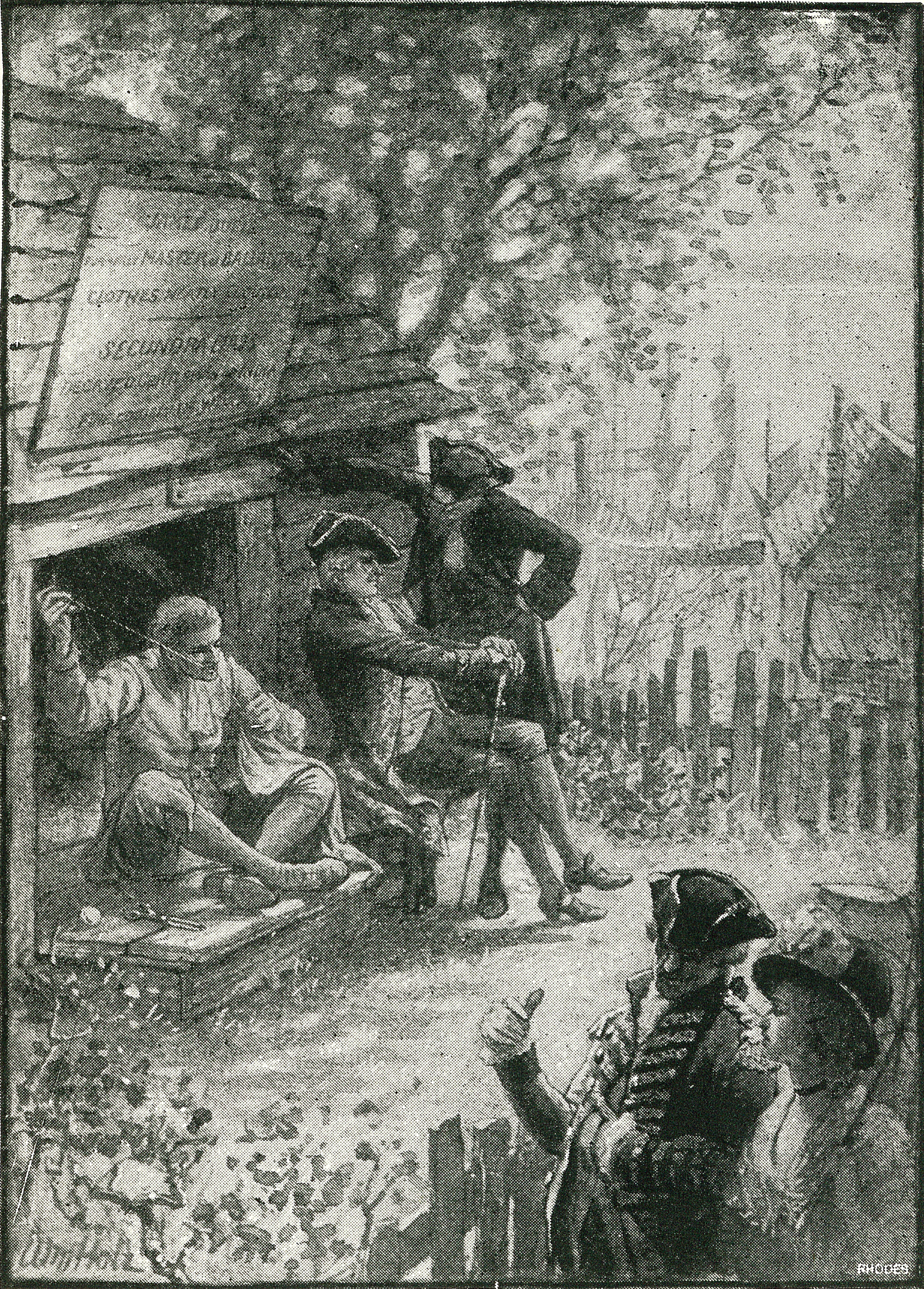
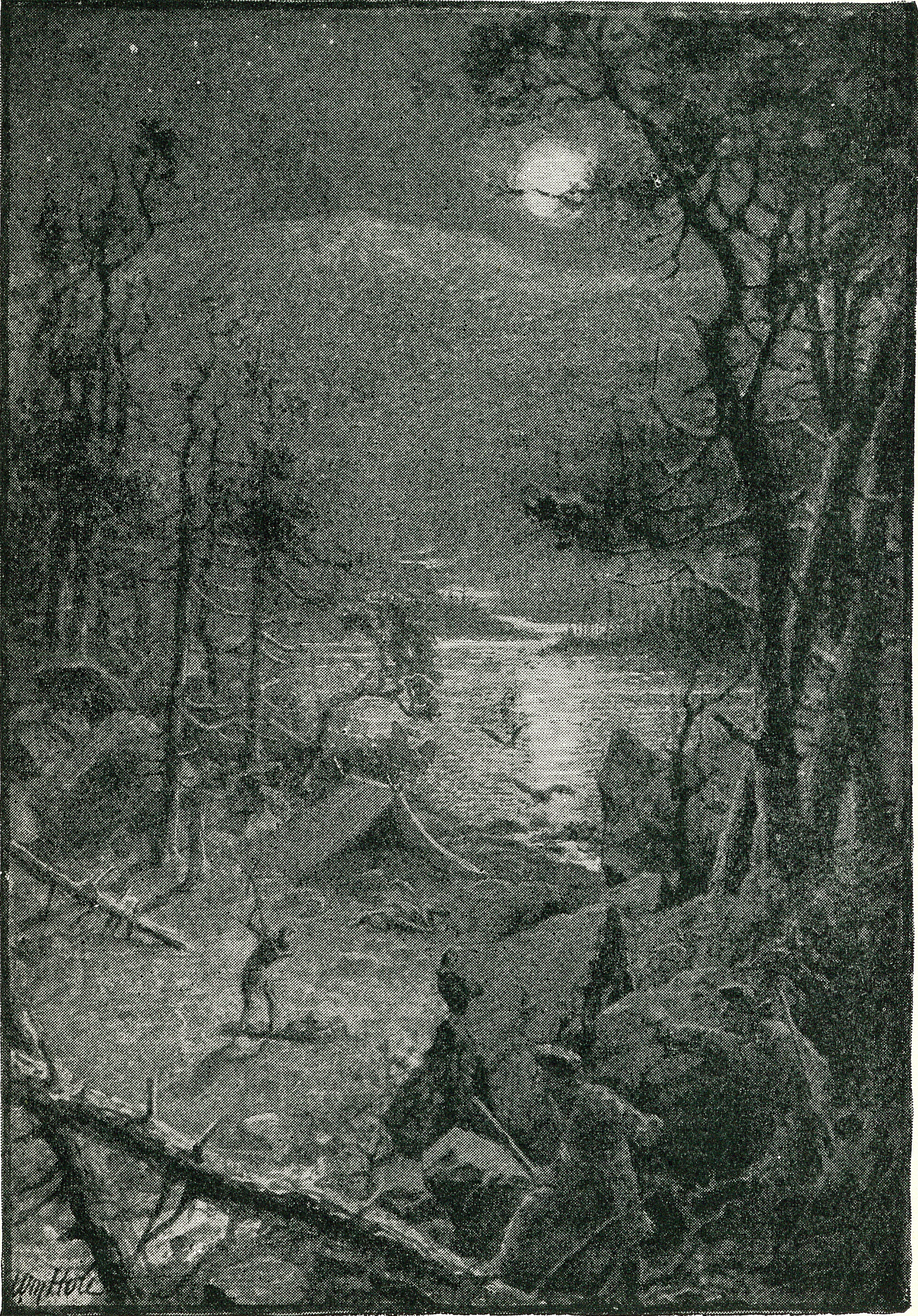
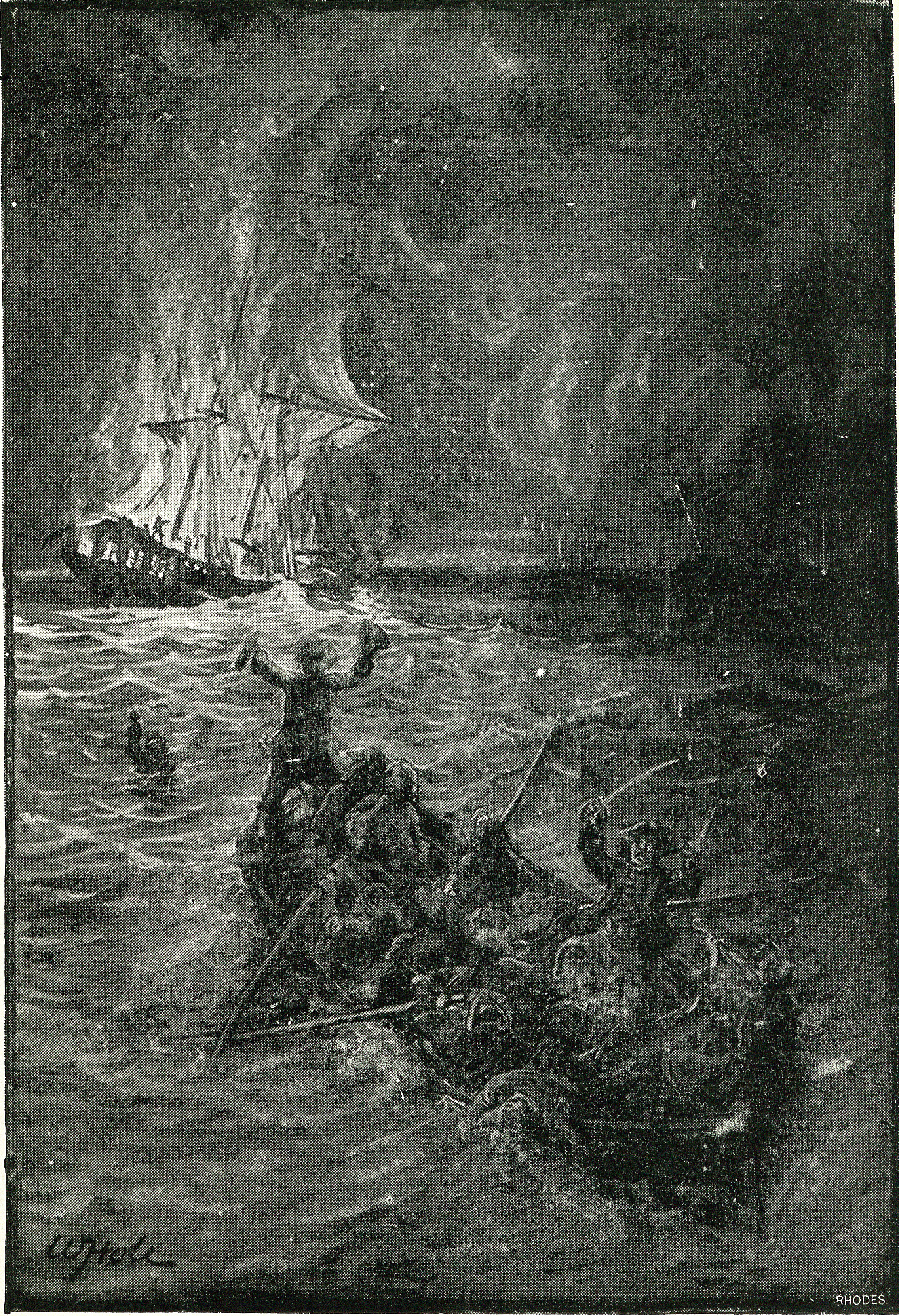
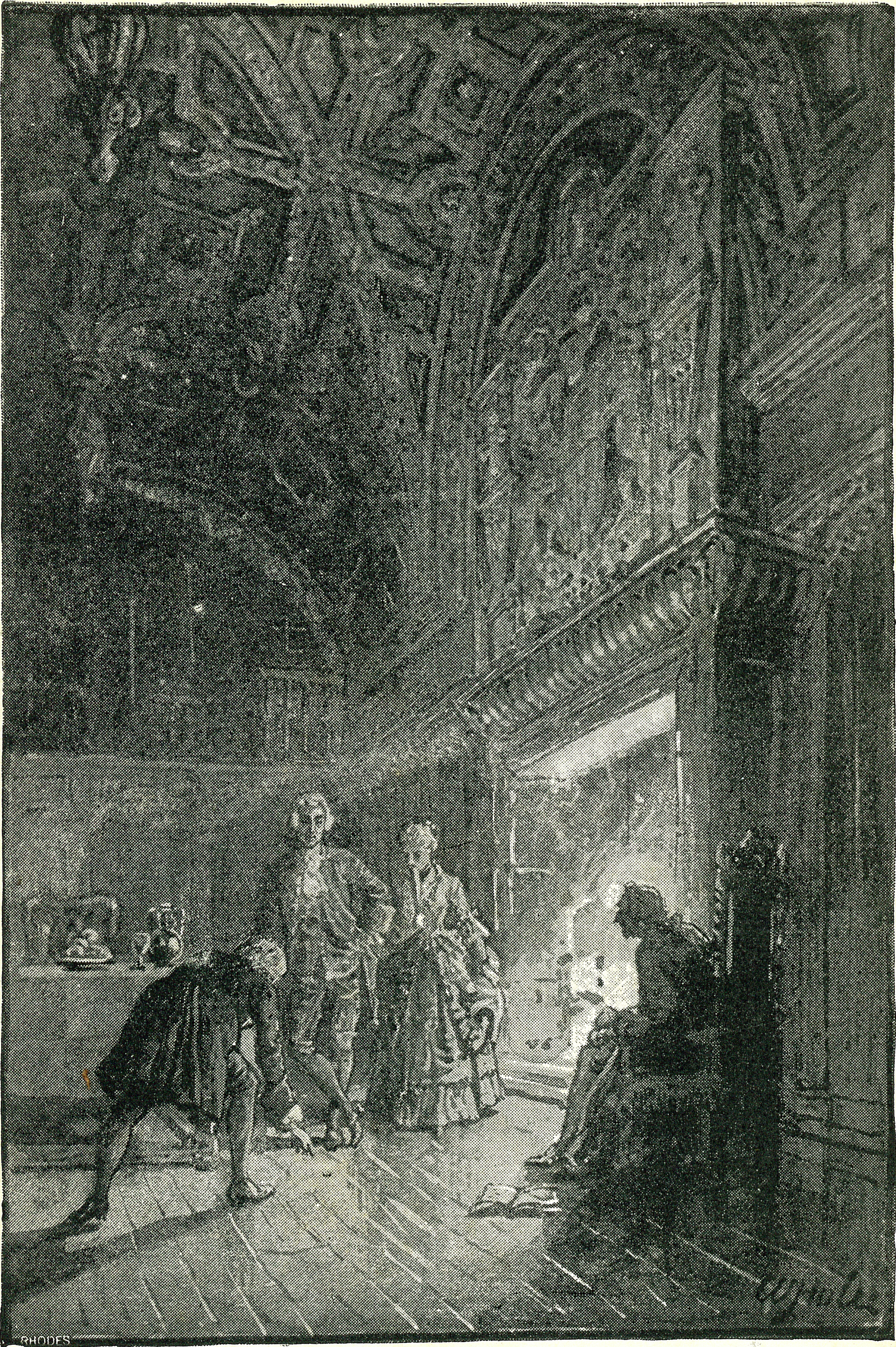
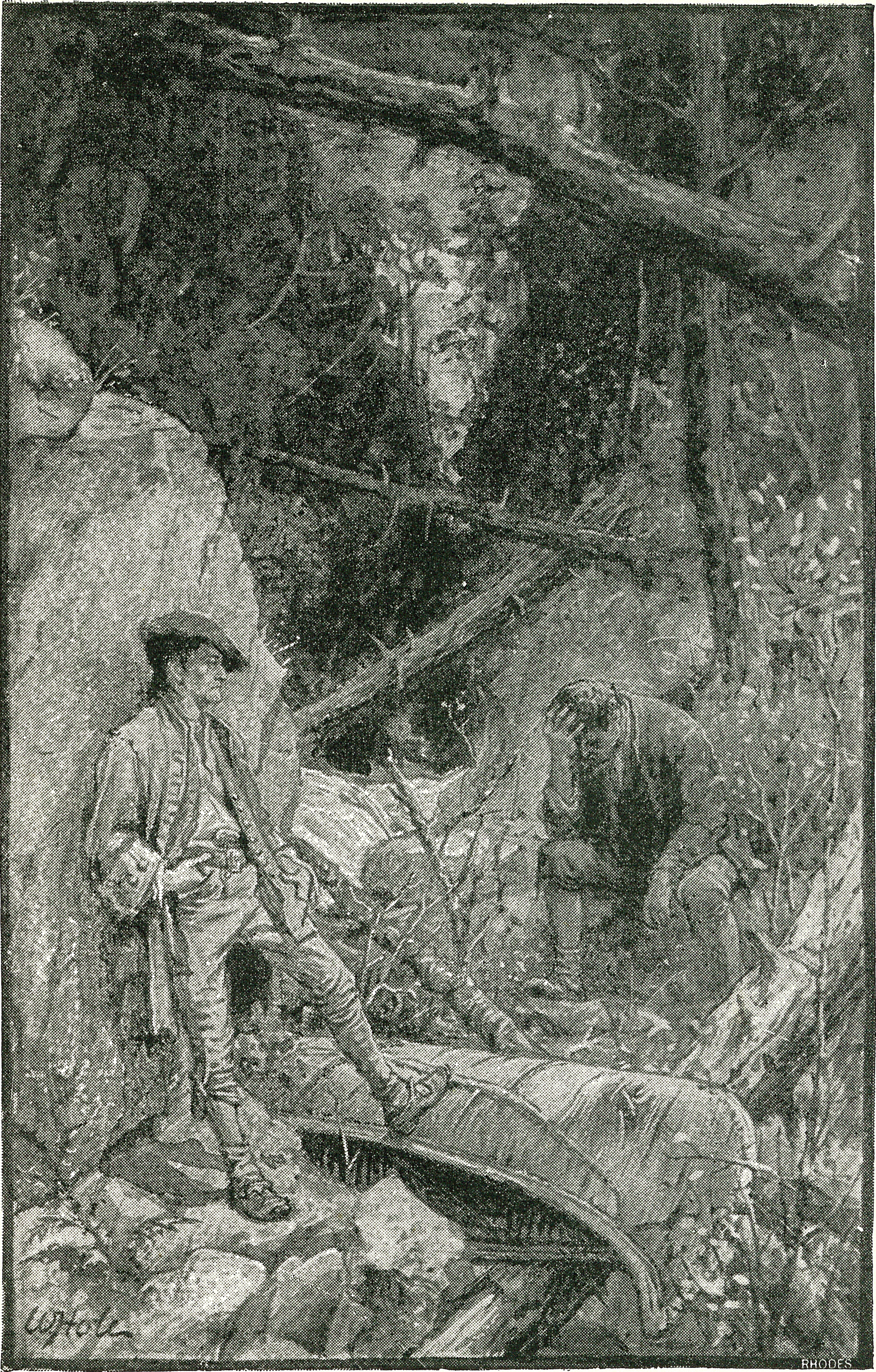

## Adattamenti
Il romanzo è stato adattato in un film intitolato Il principe di Scozia nel 1953, con Errol Flynn nel ruolo del protagonista. Sono stati inoltre prodotti numerosi adattamenti televisivi, il più recente dei quali risale al 1984 e vede protagonista l'attore John Gielgud.
In Italia la Rai trasmise nel 1979 una versione per la regia di Anton Giulio Majano, i cui protagonisti erano Giuseppe Pambieri (James Durie) e Luigi La Monica (Henry Durie).

## Edizioni italiane
- Il Signor di Ballantrae (The Master of Ballantrae), traduzione di Giulia Celenza, Collana Opere di R.L. Stevenson n.6, Milano, Alberto Corticelli Editore, 1929. - Introduzione di Giorgio Manganelli, Collana i millenni, Torino, Einaudi, 1965; Collana Gli struzzi n.173, Torino, Einaudi, 1978; in Il fantastico Robert Louis Stevenson, a cura di Massimo Scorsone, Collana Oscar Draghi, Milano, Mondadori, 2024, ISBN 978-88-047-2485-8.
- Il Sire di Ballantrae, Alpes, Milano, 1929.
- Il Signore di Ballantrae, Milano, Rosa e Ballo Editori, 1944.
- Il signore di Ballantrae, traduzione di Oriana Previtali, Collana BUR n.158-160, Milano, Rizzoli, 1950. - Introduzione di Pietro Citati, nota al testo di Attilio Brilli, Collana Milano, BUR, 1978-1989, ISBN 978-88-17-12199-6.
- Il Signore di Ballantrae, Collezione n.9, R.A.D.A.R., 1964.
- Il Signore di Ballantrae, traduzione di Giovanna Pozzo, Collana I Capolavori n.13, Firenze, Sansoni, 1965.
- Il Master di Ballantrae, introduzione di Francesco Binni, Collana I grandi libri n.74, Milano, Garzanti, aprile 1974-1999.
- Il Master di Ballantrae, traduzione di Giovanni Baldi, Collana I grandi libri, Milano, Garzanti, 2000, ISBN 88-11-58833-2.
- Il Master di Ballantrae, trad. e cura di Alessandro Ceni, Collana UEF. I Classici, Milano, Feltrinelli, 2024, ISBN 978-88-079-0477-6.